# Harold Ashby
Harold Ashby (Kansas City, 27 maart 1925 - New York, 13 juni 2003) was een Amerikaanse tenorsaxofonist en klarinettist. Hij werd het meest bekend door zijn werk bij het orkest van Duke Ellington. Zijn spel was swingend en was beïnvloed door Ben Webster. 
Ashby begon zijn muziekloopbaan in 1946 bij de band van Tommy Douglas. In Chicago speelde hij met bluesmuzikanten als Memphis Slim, Willie Dixon en Walter Johnson. Hier leerde hij ook Ben Webster kennen, waar hij mee samenspeelde. In 1957 verhuisde hij naar New York. Hij werkte hier voor Milt Larkin en kwam via Ben Webster in contact met het orkest van Duke Ellington. Hij speelde in de bigband van Mercer Ellington en bij Duke Ellington, waar hij meespeelde op het album "My People" (1963). In die jaren nam hij ook enkele platen op als leider, in 1960 verscheen "Born to Swing" en een jaar later "Tenor Stuff" (met Paul Gonsalves). Na enkele freelance-jaren verving hij in juli 1968 Jimmy Hamilton in het orkest van Duke Ellington, waar hij meespeelde op de grote suiten aan het begin van de jaren zeventig. Na Ellington's dood speelde hij in de bigband van Mercer Ellington en toerde hij met Ellington-alumni-bands. Ook speelde hij met Benny Goodman, Sy Oliver, Jay McShann en Junior Mance  en werkte hij mee aan een plaat van Bennie Wallace. Twee broers van Ashby, Herbert en Alex, waren eveneens actief in de jazz.
Harold Ashby overleed aan de gevolgen van een hartaanval.

## Discografie
Als leider:
- Scufflin, Black & Blue
- Born to Swing, Masters of Jazz, 1960
- Presenting Harold Ashby, Progressive, 1978
- The Viking, Gemini, 1988
- What Am I Here For?, Criss Cross, 1990
- I'm Old Fashioned, Vintage Jazz, 1991
- On the Sunny Side of the Street, Timeless, 1992
- Just for You, Mapleshade Records, 1998
- Harold Ashby Plays Ellington, Y'all of New York, 2002